# Tatort: Der Tod der Anderen
Der Tod der Anderen ist ein Fernsehfilm aus der Krimireihe Tatort. Der vom WDR produzierte Beitrag wurde am 10. Januar 2021 im Ersten ausgestrahlt. In dieser 1152. Tatort-Folge ermitteln die Kölner Kommissare Ballauf und Schenk in ihrem 80. Fall.

## Handlung
Zu der etwa 60-jährigen Bettina Mai, die in Köln das exklusive Hotel „Rheinpalais“ führt, kommt die etwa gleichaltrige Kathrin Kampe und fordert von ihr 300.000 Euro. Wofür, lässt sie offen, sie deutet nur an, dass beide eine gemeinsame Vergangenheit haben. Kurz darauf wird sie in ihrem Hotelzimmer erhängt aufgefunden. Die Umstände deuten eindeutig auf Mord, alle Spuren am Tatort lenken den Verdacht auf Bettina Mai. Um ihrer Verhaftung zu entgehen und ihre Unschuld beweisen zu können, entführt Bettina Mai zunächst den Kriminal-Assistenten Norbert Jütte und sperrt ihn in einen Gewölbekeller, indem sich Verpflegung für einige Tage befindet. Anschließend nimmt sie Schenk als Geisel und zwingt ihn, mit dem Druckmittel des entführten Jütte, sie bei der Aufklärung des Todes von Kathrin Kampe zu unterstützen. Mai, die früher Inoffizielle Mitarbeiterin des Ministeriums für Staatssicherheit der DDR (MfS) war, bringt Schenk dazu, von einer Telefonzelle aus seinen Kollegen Ballauf anzurufen und eine Erklärung für Jüttes und sein Verschwinden zu geben. Deshalb informiert Ballauf, obwohl verärgert über Schenks mutmaßlichen Alleingang, nicht das Polizeipräsidium, sondern versucht auf eigene Faust, Schenk und Jütte zu finden.
Die Geschichte führt zurück in die Vergangenheit von Bettina Mai und zeigt an ihrem Fall, wie die – offiziell verbotene – Prostitution in der DDR für Interessen des DDR-Regimes genutzt wurde. Für das MfS hatte Mai in den 1970er und 1980er Jahren als „Venus-Falle“ westliche Geschäftsleute umgarnt und bespitzelt, die die Leipziger Messe besuchten. Hierin besteht auch die Verbindung zu Kampe, die damals versuchte, die westdeutschen Besucher auf die widrigen Produktionsbedingungen im Chemiedreieck der DDR, insbesondere den weitgehend vertuschten Chemieunfall in Bitterfeld vom 11. Juli 1968, aufmerksam zu machen, und von der Staatssicherheit daran gehindert wurde, nachdem Mai alias „IM Februar“ sie verraten hatte. Mai selbst war in den letzten Jahren der DDR schwer alkoholabhängig und hatte darüber ihren Verrat verdrängt und vergessen, wie auch weitere ihrer Taten.
Mai verfolgt schließlich die Spuren des einflussreichen Industriellen Peter Wagner und seiner Gefolgsleute. Diese waren nämlich ebenfalls im Hotel als Katrin Kampe zu Tode kam und hatten in den 1960er und 1970er Jahren geschäftliche Verbindungen in die damalig DDR.
Ballauf, der mittlerweile herausgefunden hat, dass Schenk und Jütte entführt wurden, vertraut sich seiner Kollegin Förster an, die ihn bei den Recherchen unterstützt. Wie sich durch ihre Ermittlungen herausstellt, hat die todkranke Katrin Kampe alle am damaligen Verrat Beteiligten ins Hotel bestellt, sich dann selbst erhängt und eine Art Hinrichtung vorgetäuscht, um die Aufmerksamkeit der Polizei auf die damaligen DDR-Verbrechen zu lenken. Jütte wird gefunden und aufgrund starker Dehydrierung und Schnittwunden in lebensbedrohlichem Zustand in ein Krankenhaus gebracht.

## Hintergrund
Der Film wurde vom 19. November 2019 bis zum 19. Dezember 2019 in Köln und Umgebung gedreht. Szenen, die in dem fiktiven Rheinpalais-Hotel spielen, wurden im Deutzer Hotel Stadtpalais gedreht.
Der Film verweist mit seinem Titel auf den erfolgreichen Spielfilm Das Leben der Anderen, der sich ebenfalls mit dem Thema der Bespitzelung durch die Stasi befasst.

## Rezeption

### Kritiken
Das Kritikerbild zu dem Film fiel zwiegespalten aus. Einerseits gab es lobende Stimmen wie von Christian Buß in Der Spiegel und von Matthias Hannemann in der Frankfurter Allgemeinen Zeitung, von denen es besonders wegen der Dialoge Zuspruch gab. Weiter meinte Hannemann, dass der Film „spannend inszeniert“ sei und mit seiner Besetzung glänze, darunter vor allem Krumbiegel, Schütz und Kanies, während einzig Ballauf-Darsteller Behrendt „etwas matt“ wirke.
Andere Kritiker hingegen konnte der Film nicht überzeugen. Marion Löhndorf, Autorin der Neuen Zürcher Zeitung, etwa befand, dass sowohl das Darstellerteam als auch das Publikum ein besseres Drehbuch verdient hätten. Es sei schade, sozialkritische Themen wie hier die deutsche Teilung „immer so aufdringlich erzählt zu bekommen“. Umstände und Konstruktion der Entführung funktionierten überhaupt nicht, das Geschehen sei „realitätsfremd und durchgeknallt“. Auf taz.de befand Anne Haeming den Plot für oberflächlich und klischeebehaftet: „Und blöderweise schnurrt die DDR auch hier mal wieder zusammen auf Stasi-IMs, Chemiefabriken, graue Städte. Die Bösen, das sind die Ossis […].“ Ebenfalls als klischeebehaftet beurteilte Theresa Hein in der Süddeutschen Zeitung den Film, abgesehen von der „kreativen Ausgangssituation“.

### Einschaltquote
Die Erstausstrahlung von Der Tod der Anderen am 10. Januar 2021 wurde in Deutschland von 11,32 Millionen Zuschauern gesehen und erreichte einen Marktanteil von 30,8 % für Das Erste. Damit war der Film die meistgesehene Sendung des deutschen Fernsehens in jenem Monat.